# 1923 na televisão

## Eventos
- 16 de Outubro - fundação da The Walt Disney Company
- Registo da patente do tubo iconoscópico para câmaras de televisão por Vladimir Zworykin

## Nascimentos
| Data            | Nome              | Profissão                                                  | Nacionalidade  | Observações | Ref    |
| --------------- | ----------------- | ---------------------------------------------------------- | -------------- | ----------- | ------ |
| 15 de janeiro   | Flávio Cavalcanti | jornalista, apresentador de rádio e televisão e compositor | Brasil         | m. 1986     | [ 1 ]  |
| 4 de fevereiro  | Conrad Bain       | ator                                                       | Canadá         | m. 2013     | [ 2 ]  |
| 18 de fevereiro | Allan Melvin      | ator                                                       | Estados Unidos | m. 2008     | [ 3 ]  |
| 25 de março     | Costinha          | ator e humorista                                           | Brasil         | m. 1995     | [ 4 ]  |
| 5 de abril      | Michael V. Gazzo  | ator                                                       | Estados Unidos | m. 1995     | [ 5 ]  |
| 8 de abril      | Edward Mulhare    | ator                                                       | Irlanda        | m. 1997     | [ 6 ]  |
| 13 de abril     | Don Adams         | ator                                                       | Estados Unidos | m. 2005     | [ 7 ]  |
| 22 de abril     | Aaron Spelling    | produtor                                                   | Estados Unidos | m. 2006     | [ 8 ]  |
| 30 de abril     | Al Lewis          | ator                                                       | Estados Unidos | m. 2006     | [ 9 ]  |
| 26 de maio      | Ayres Campos      | cantor, empresário, ator de rádio, cinema e televisão      | Brasil         | m. 2003     | [ 10 ] |
| 10 de agosto    | Rhonda Fleming    | atriz                                                      | Estados Unidos | m. 2020     | [ 11 ] |
| 10 de setembro  | Vanda Lacerda     | atriz de teatro, cinema e televisão                        | Brasil         | m. 2001     | [ 12 ] |
| 12 de setembro  | Murilo Néri       | ator, locutor, dublador e apresentador de TV brasileiro    | Brasil         | m. 2001     | [ 13 ] |
| 25 de setembro  | Ida Gomes         | atriz                                                      | Polônia        | m. 2009     | [ 14 ] |
| 25 de setembro  | Milton Carneiro   | ator e comediante                                          | Brasil         | m. 1999     | [ 15 ] |
| 10 de dezembro  | Harold Gould      | ator                                                       | Estados Unidos | m. 2010     | [ 16 ] |

## Mortes
| Data | Nome | Profissão | Nacionalidade | Observações | Ref |
| ---- | ---- | --------- | ------------- | ----------- | --- |